# معركة الرقة
معركة الرقة هي معركة بحرية وقعت في جمادى الآخرة 1197هـ/مايو 1783 بين الكويت وقبيلة بنو كعب حكام عربستان الذي يمتلكون أسطولا قويا سخروه لمهاجمة السفن الناقلة للتجارة في بعض مناطق الخليج العربي ، وكانت لهم مدينة في البر الشرقي للخليج تدعى (الدورق)، وكان أسطولهم قويا بحيث عجزت الحملات العثمانية والإنجليزية عن القضاء عليه.

## البداية
بنو كعب هم أمراء الجزء الجنوبي من عربستان، وكانت لهم القوة اعتمادا على أسطولهم الكبير مما مكنهم من بسط سلطتهم على الموانئ الممتدة من جزيرة عبادان إلى قرب ميناء بوشهر، وسواحل عمان على شاطئ الخليج العربي. وعلى هذا لما أنشئت الكويت كانت سفن بني كعب لا تنقطع من التردد إليها وجباية الرسوم منها، ثم اتخذوا مكانا فيها لتخزين بعض المواد لغرض التصدير داخل الجزيرة العربية مثل التمر والأرز والقمح وغيرها. وقد انقسمت القبيلة إلى قسمين، قسم عشائر «المحسن» و«الدريس» و«النصار» وأقامت في المحمرة وعبدان، والقسم الآخر هم عشائر «المقدم» و«العساكرة» وغيرهم وأقاموا في الفلاحية أو الدورق، والأخيرون هم الذين نشبت بينهم وبين الكويت معركة الرقة.
فلما استقام الأمر لآل الصباح في الكويت وقويت شوكتهم وأسسوا إسطولهم أحسوا بثقل ما فرضه الكعبيون من الرسوم فتمردوا عن دفعها. فقابل بنو كعب ذلك التمرد بالمفاوضات وفرض السيطرة عليهم بالتي هي أحسن. فراوغ الكويتيون معهم ومكروا، فبادلهم الكعبيون المكر حيث تقدموا لخطبة مريم ابنة الشيخ عبد الله لأحد أبناء زعيم بنو كعب الشيخ بركات بن عثمان بن سلطان لتتم لهم السيطرة، فرفض الشيخ عبد الله تلك الخطبة. عندها أرسل الشيخ بركات انذارًا إلى شيخ الكويت يهدده بالهجوم على الكويت إذا تمادى بالرفض ولم يعد الأموال التي استولى عليها أسطوله في معركة الزبارة، فرفض الشيخ عبد الله هذا الانذار أيضا. فاعتبر الشيخ بركات هذا الرفض إهانة كبيرة له ولقبيلته، فأصدر أوامره إلى قومه بإعداد حملة بحرية كبيرة من أجل إخضاع الكويت.

## المعركة
علم أهل الكويت بتلك الحملة فقرروا الخروج إليها وملاقاتها بسفنهم المزودة بالسلاح والرجال، والتقى كلا الفريقين في مكان يسمى الرقة بالقرب من جزيرة فيلكا ومصطلح الرقة يعني باللهجة الكويتية إحدى الأماكن في البحر ولكنه غير عميق، فإذا حدث الجزر وانحسر الماء عن هذا الجزء يظهر الطين أو كاد يظهر بحيث لا يمكن للسفن متوسطة الحجم المرور بها وهذا سبب تسميه المكان والمعركة بهذا الاسم، وقد أوجد ذلك الجزر صعوبة لدى سفن الكعبيين التي كانت كبيرة الحجم وثقيلة، بينما كانت سفن أهل الكويت آنذاك صغيرة الحجم، وبسبب معرفتهم بطبيعة أراضيهم فلم يبدأ الكويتيين بالمعركة بل تركوا الأمر حتى حصول حالة الجزر في البحر، وعند حدوث الجزر لم تستطع سفن بنو كعب التحرك وبقيت مكانها، مما أدى إلى إمكانية سيطرة الكويتيين على الوضع، فأحاطوا بتلك السفن وأشعلوا فيها النيران، فهربت سفن الكعبيون التي لم يصبها الجزر، وأما السفن التي علقت فقد غنمها الكويتيون مع أسلحتها وجلبوها إلى بلدتهم. وقد غنموا من تلك المعركة الكثير من الذخائر والمدافع ونصبوها على الشاطئ تخليداً لذكرى انتصارهم في هذه المعركة،  بينما قبيلة بنو كعب فلم يرجع منهم أو إلى ديارهم سوى من نجى بإعجوبة من هذه المعركة رغم التعداد والأسلحة الذين كانوا مزودين به.

## نتائج المعركة
- على جانب بنو كعب: حاول الشيخ بركات تجهيز حملة أخرى أخذًا بالثأر، ولكنه اغتيل ليلة العاشر من رجب سنة 1197هـ/10 يونيو 1783م قبل الانتهاء من تجهيز الحملة. فتولى حكم الإمارة الكعبية من بعده حفيده الشيخ غضبان الذي عدل عن القيام بتلك الحملة خوفًا من هجوم عثماني او فارسي مباغت.[8]
- على جانب الكويت: قام الشيخ عبد الله بن صباح بن جابر الصباح بجلب عمال من إيران لإغلاق الشوارع المطلة على الفضاء الخارجي خارج البناء ببوابات، وكانت البوابات تسمى بالدراويز وهي كلمة فارسية تعني بوابة، والبوابات هي الفداع والمديرس في جهة الغرب (القبلة) وبن بطي والقروية.[9]